# Pavlovci
Pavlovci so naselje v Občini Ormož.